# Taking Lives : Destins violés
Pour plus de détails, voir Fiche technique et Distribution.
Destins violés ou Le Voleur de vies au Québec (Taking Lives) est un film canado-américain réalisé par D. J. Caruso, sorti en 2004.

## Synopsis
L'agent spécial Illeana Scott (interprétée par Angelina Jolie) fait partie des meilleurs agents du FBI. Profiler, elle sonde les esprits des criminels les plus dangereux.
À la demande de son ami Leclair (Tchéky Karyo), policier canadien, elle s'envole pour la Ville de Québec (Québec) afin d'établir le profil d'un mystérieux tueur en série qui défigure ses victimes et leur coupe les mains.
Après de longues et méticuleuses observations, elle émet une théorie : ce tueur serait un « voleur de vies », un caméléon qui tue pour prendre l'identité de ses victimes. 
Mais son enquête se complique lorsqu'elle tombe amoureuse d'un témoin capital de l'enquête, le séduisant Costa (Ethan Hawke), qui a aperçu le tueur…

## Fiche technique
- Titre original : Taking Lives
- Titre français : Taking Lives ou Destins violés (titre secondaire)[2]
- Titre québécois : Le Voleur de vies
- Réalisation : D. J. Caruso
- Scénario : Jon Bokenkamp et Hillary Seitz
- Directeur de la photographie : Amir Mokri
- Décors : Suzanne Cloutier
- Costumes : Marie-Sylvie Deveau
- Montage : Anne V. Coates
- Musique : Philip Glass
- Production : Mark Canton et Bernie Goldmann
- Société de production : Warner Bros. Pictures et Village Roadshow Pictures
- Société de distribution : Warner Bros. Pictures
- Pays d'origine :  États-Unis ,  Canada
- Langue : anglais
- Format : couleur
- Genre : Thriller
- Durée : 103 minutes
- Dates de sortie :
  - États-Unis et Canada : 19 mars 2004
  - France : 28 avril 2004

## Distribution
- Angelina Jolie (VF : Françoise Cadol ; VQ : Hélène Mondoux) : agent spécial Illeana Scott
- Ethan Hawke (VF : Jean-Pierre Michaël ; VQ : François Godin) : James Costa
- Kiefer Sutherland (VF : Patrick Béthune ; VQ : Pierre Auger) : Christopher Hart
- Gena Rowlands (VF : Paule Emmanuelle ; VQ : Élizabeth Lesieur) : Mme Asher
- Olivier Martinez (VF : lui-même ; VQ : lui-même) : Joseph Paquette
- Tchéky Karyo (VF : lui-même ; VQ : lui-même) : le commissaire Leclair
- Jean-Hugues Anglade (VF : lui-même ; VQ : lui-même) : Émile Duval
- Paul Dano (VF : Donald Reignoux) : Martin Asher jeune
- Justin Chatwin (VF : Alexis Tomassian) : Matt Soulsby
- André Lacoste : le caissier
- Julien Poulin : l'inspecteur de Québec
- Marie-Josée Croze : le médecin légiste
- Shawn Roberts : le réceptionniste
- Emmanuel Bilodeau : le docteur
- Martin Brisebois : Henri Bisonnette
- Henri Pardo : officier Mann
- Freddy Bessa : l'inspecteur Roch
- Andy Bradshaw : officier Darabont
- Marcel Jeannin (VF : Tony Joudrier) : l'homme dans le train
- Brett Watson : Clive Morin

 Source et légende : version française (VF) sur RS Doublage et Voxofilm ; version québécoise (VQ) sur Doublage.qc.ca

## Autour du film
- Le film est adapté du roman homonyme de Michael Pye. Dans l'ouvrage, le personnage d'Illeana n'existe pas.
- Le film a été tourné au Québec, notamment à Québec.
- Jennifer Lopez devait initialement interpréter le rôle d'Illeana Scott et Tony Scott devait réaliser le film.
- Trois des acteurs principaux sont français : Tchéky Karyo, Olivier Martinez et Jean-Hugues Anglade.
- Quelques acteurs québécois font également partie de la distribution secondaire, dont Marie-Josée Croze, Emmanuel Bilodeau, Julien Poulin, André Lacoste et Richard Lemire.
- Le film a été présenté hors compétition au Festival du film policier de Cognac 2004.
- L'intrigue se passe à Montréal mais on voit fréquemment le château Frontenac, qui est à Québec, en arrière-plan et quelques scènes ont été tournées à l'intérieur du château.